# Лесная альциона
Лесна́я альцио́на (лат. Todiramphus macleayii) — вид птиц семейства зимородковых. Выделяют три подвида. Распространены в Индонезии, Папуа - Новой Гвинее, на Соломоновых островах и в Австралии.

## Описание
Лесная альциона достигает длины 21,5—25,5 см и массы от 29 до 44 г. Голова окрашена в тёмно-синий цвет, имеется широкая черная полоса на глазах и белое пятно на лбу. Глаза тёмно-коричневые. У самца белый воротник, который отсутствует у самки. Верхняя сторона тёмно-синего, а спина бирюзового цвета. Хвост синий сверху и от чёрного до тёмно-серого цвета снизу. В полёте можно увидеть белое пятно на крыльях. Чёрный клюв имеет снизу розовую полосу.
У восточного подвида T. m. incincta более зелёная спина и меньшее по размерам пятно на крыльях.

## Распространение
Лесная альциона обитает в тропических и субтропических частях Австралии. Он предпочитает открытые жёстколистные леса вдоль водных течений, болот и биллабонгов. Большинство популяций — это оседлые птицы, в юго-восточном Квинсленде и в северо-восточном Новом Южном Уэльсе частично мигрируют в Новую Гвинею.

## Поведение и питание
Питание состоит из жуков, пауков, саранчи, червей, а также маленьких ящериц и лягушек. На добычу охотятся в течение дня из засады, убивают её ударом о ветвь.

## Размножение
Лесная альциона гнездится в дуплах деревьев, в вырытых норах на крутых склонах скал из глины или твёрдого песка, или в корнях упавших деревьев. Часто использует гнёзда термитов на деревьях на высоте от 4 до 12 м над землёй. Обе птицы высиживают от 3 до 4 яиц и затем выкармливают птенцов. Период инкубации составляет 18 дней, птенцы остаются в гнезде 28 дней.